# United-Air-Lines-Flug 553
Am 8. Dezember 1972 verunglückte auf dem United-Air-Lines-Flug 553 (Flugnummer: UA553, Funkrufzeichen: UNITED 553) eine auf dem Washington National Airport zu einem Flug zum Eppley Airfield gestartete Boeing 737-222 der United Air Lines kurz vor der Zwischenlandung auf dem Chicago Midway Airport. Bei dem Unfall starben 43 von 61 Menschen an Bord und zwei Personen in der Wohnsiedlung in Chicago, in welche die Maschine gestürzt war. Es handelte sich um den weltweit ersten Unfall, bei dem es Todesopfer an Bord einer Boeing 737 gab.

## Maschine
Die betroffene Maschine war eine für United Air Lines gebaute Boeing 737-222, die zum Zeitpunkt des Unfalls 4 Jahre und 3 Monate alt war. Das Flugzeug trug die Werknummer 19069, es handelte sich um die 75. Boeing 737 aus laufender Produktion. Die Maschine wurde im Werk von Boeing auf dem Boeing Field im Bundesstaat Washington montiert und absolvierte am 24. September 1968 ihren Erstflug, ehe sie sechs Tage später, am 30. September, neu an die United Airlines ausgeliefert wurde. Die Maschine wurde mit dem Luftfahrzeugkennzeichen N9031U zugelassen und erhielt den Taufnamen City of Lincoln. Das zweistrahlige Schmalrumpfflugzeug war mit zwei Triebwerken des Typs Pratt & Whitney JT8D-7B ausgestattet. Bis zum Zeitpunkt des Unfalls hatte die Maschine eine Gesamtbetriebsleistung von 7.247 Betriebsstunden absolviert.

## Passagiere und Besatzung
Den Flug auf dem Flugabschnitt von Washington nach Chicago hatten 55 Passagiere angetreten. Es befand sich eine sechsköpfige Besatzung an Bord, bestehend aus einem Flugkapitän, einem Ersten Offizier, einem Zweiten Offizier und drei Flugbegleiterinnen. Der 44-jährige Flugkapitän Wendell Lewis Whitehouse gehörte der Fluggesellschaft seit 1956 an und verfügte über 18.000 Stunden Flugerfahrung, wovon 2.400 Stunden auf die Boeing 737 entfielen. Der 43-jährige Erste Offizier Walter O. Coble verfügte über 10.600 Stunden Flugerfahrung, wovon 1.700 Stunden auf die Boeing 737 entfielen. Der 31-jährige Zweite Offizier Barry J. Elder verfügte über 2.700 Stunden Flugerfahrung, wovon er 1.200 Stunden mit der Boeing 737 abgeleistet hatte.

## Unfallhergang

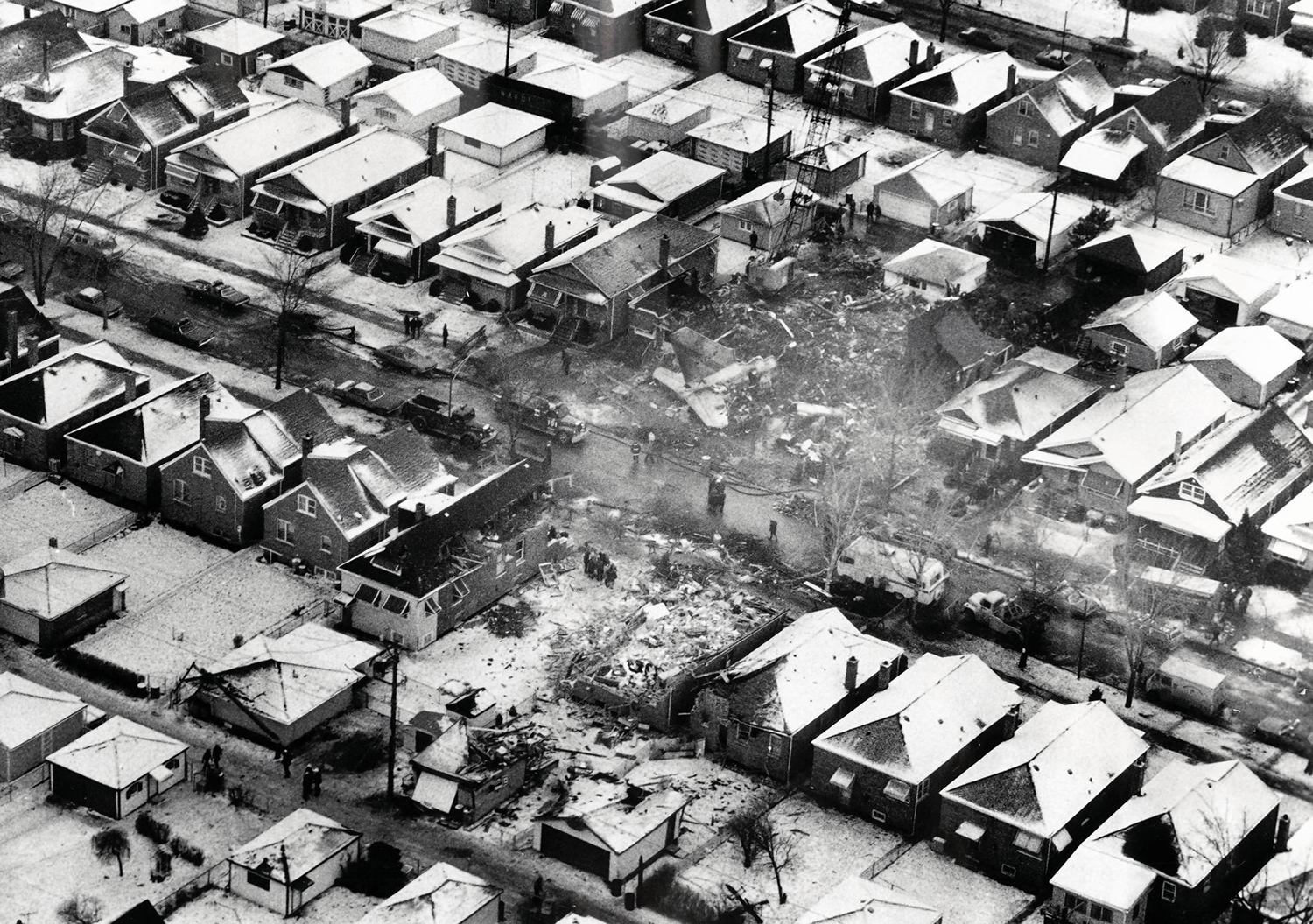
Die Absturzstelle aus der Luft

Die Maschine startete um 12:50 Uhr vom Washington National Airport zu einem Flug nach Omaha, wobei eine Zwischenlandung in Chicago vorgesehen war. Als sie sich in nordwestlicher Richtung im Anflug auf Chicago befanden, erhielten die Piloten von der Bezirkskontrollstelle in Chicago die Anweisung, auf 4.000 Fuß zu sinken und es wurden ihnen die Vektoren für einen ILS-Anflug auf Landebahn 31L mitgeteilt. Um 14:19 Uhr wurde die Maschine an die Anflugkontrolle von Chicago weiterverwiesen, welche die Piloten zunächst anwies, die Fluggeschwindigkeit auf 180 Knoten und später auf 160 Knoten zu reduzieren. Nachdem die Anflugkontrolle den Piloten die Anweisung erteilt hatte, auf 2.000 Fuß zu sinken, wies sie sie um 14:23 Uhr an, die Fluggeschwindigkeit weiter auf die Anfluggeschwindigkeit zu reduzieren, damit ein sicherer Abstand zu einer vorausfliegenden Aero Commander 500 gewahrt werden konnte. Um 14:24 Uhr überflog die Aero Commander das Voreinflugzeichen und erhielt die Freigabe zur Landung auf Landebahn 31L. Zwei Minuten später überflog die Boeing 737 das Voreinflugzeichen. Um 14:27:04 Uhr gab der Fluglotse der Besatzung der Boeing die Anweisung, einen Fehlanflug auszuführen, eine Linkskurve auf einen Kurs von 180 Grad zu fliegen und auf 2.000 Fuß zu steigen. Etwa zur gleichen Zeit – die Maschine war gerade auf 1.000 Fuß gesunken – aktivierte sich der Stick Shaker. Die Piloten gaben daraufhin vollen Schub zum Durchstarten, doch durch das ausgefahrene Fahrwerk war die Maschine einem hohen Luftwiderstand ausgesetzt. Die Maschine sank weiter und nahm dabei einen immer höheren Anstellwinkel von mehr als 30 Grad ein, streifte einen Baum und kollidierte in einem Wohngebiet mit Bäumen, Garagen, Strommasten und mehreren Häusern, von denen fünf völlig zerstört und drei weitere beschädigt wurden. Nach dem Aufprall brach ein Brand aus, der Teile des Flugzeugrumpfes zerstörte. Von den 61 Insassen starben die dreiköpfige Cockpitbesatzung und 40 Passagiere. Die drei Flugbegleiterinnen und 15 Passagiere überlebten, von den überlebenden 18 Personen wurden 16 verletzt. Am Boden wurden zwei Menschen getötet und zwei weitere Personen verletzt. Die Leistung der Flugbegleiterinnen, die die Überlebenden durch eine Öffnung im Heck der Maschine evakuierten, wurde später besonders hervorgehoben.

## Ursache
Das National Transportation Safety Board übernahm nach dem Unfall die Ermittlungen zur Absturzursache. Die Ermittlungen wurden dadurch erschwert, dass der Flugdatenschreiber aufgrund einer mechanischen Fehlfunktion zum Unfallzeitpunkt außer Betrieb gewesen war. Die Ermittler sahen die Unfallursache im Versäumnis des Kapitäns, während des durchgeführten Nicht-Präzisionsanflugs adäquat zu konfigurieren und zu steuern, was zu einem kritischen Abfall der Fluggeschwindigkeit bis in den Strömungsabrissbereich führte, sodass das Beibehalten einer horizontalen Fluglage nicht mehr möglich war. Neben dem ausgefahrenen Fahrwerk wurde auch das Einfahren der Auftriebshilfen von einer Position von 30 Grad auf eine Position von 15 Grad bemängelt, während die Fluggeschwindigkeit zu niedrig und die Störklappen ausgefahren waren. Eine Auftriebshilfenposition von 15 Grad wäre beim Durchstarten nur dann die richtige Konfiguration gewesen, wenn die Störklappen nicht ausgefahren gewesen wären. Das Einfahren der Auftriebshilfen bei aktivem Stick Shaker war zudem erst recht eine Fehlentscheidung, da das Einfahren der Auftriebshilfen die Strömungsabrissgeschwindigkeit weiter erhöht hatte.